# راشيل ماري
راشيل ماري (بالإنجليزية: Rachel Isadora)‏ هي كاتبة للأطفال وكاتِبة أمريكية، ولدت في 1953 في نيويورك في الولايات المتحدة.

## وصلات خارجية
- الموقع الرسمي